# Kim Dotcom
Kim Dotcom, nato Kim Schmitz (Kiel, 21 gennaio 1974), è un imprenditore e informatico tedesco con cittadinanza finlandese, fondatore ed ex proprietario di Megaupload, Baboom e Mega.

## Carriera ed attività
Prima di diventare un imprenditore, Kim Schmitz era noto come pirata informatico ed aveva subìto una condanna per diverse attività illecite quali furto di dati bancari relativi a carte di credito, hacking, insider trading e appropriazione indebita. Nel 1998 Kim Schmitz è stato infatti condannato a due anni di prigione per frode informatica e ricettazione. L'accusa contestatagli è stata quella di aver rivenduto numeri di carte di credito acquisite da hacker americani.

### DataProtect
Nel 1994 Schmitz ha fondato una società per la sicurezza informatica chiamata DataProtect. Nel 1999 la DataProtect e la IVM hanno presentato il "Megacar", una versione di una Mercedes-Benz che ha unito 16 moduli GSM per fornire accesso mobile a Internet a banda larga. Nel 2000 Schmitz ha venduto l'80% delle azioni della DataProtect alla "TÜV Rheinland" che l'anno successivo è fallita.

### Accuse di insider trading e appropriazione indebita
Nel 2001, Schmitz ha acquistato 375.000 dollari di quote della compagnia LetsbuyIt.com che era in procinto di fallire. Successivamente all'acquisto ha dichiarato di voler investire 50 milioni di dollari nella società. Grazie a questo annuncio il valore di Letsbuyit.com è salito del 300%, ma Schmitz aveva ingannato il mercato poiché in realtà sapeva di non avere a disposizione i fondi necessari all'investimento annunciato. Schmitz ha subito rivenduto le azioni procurandosi con questa operazione illecita un profitto di 1,5 milioni di dollari.
Nel gennaio 2002 Schmitz è stato arrestato a Bangkok, in Thailandia, estradato in Germania e condannato per aggiotaggio a un anno e otto mesi con la condizionale. Nel 2003 si è poi dichiarato colpevole anche del reato di insider trading per il caso di Letsbuyit.com ricevendo una multa di 100.000 euro. È stato il caso di insider trading più grande fino ad allora verificatosi in Germania.
Proprio in quel periodo, Schmitz portò a termine un'altra operazione finanziaria ottenendo un prestito allo scoperto di 280.000 euro, dietro false garanzie, dalla Monkey AG, società del cui Consiglio di Amministrazione era stato presidente. I fondi erano destinati alla Kimvestor AG di cui lui era proprietario. Come conseguenza di questa operazione, entrambe le società fallirono. Anche in questo caso, Schmitz si è dichiarato colpevole ed è stato condannato a due anni con la condizionale per appropriazione indebita.

### Altre attività
Schmitz ha preso parte in diverse occasioni alla Gumball 3000, una gara di rally internazionale che nel 2001 ha vinto a bordo della sua Mercedes Brabus SV12 Megacar.
Dal 2001 Schmitz ha ricevuto copertura mediatica per aver fondato a Hong Kong la società di investimento Trendax. La società ha dichiarato di utilizzare l'intelligenza artificiale con il fine di massimizzare il rendimento dei propri investimenti.
Nel 2010 Schmitz ha comprato una villa in Nuova Zelanda, appena fuori Auckland, del valore di 2.000.000 di euro. I proprietari precedenti erano stati Richard e Ruth Bradley, i fondatori britannici di Chrisco. La casa è stata descritta come la più costosa del paese. Secondo un portavoce di Megaupload, a Schmitz è stata concessa la residenza permanente in Nuova Zelanda.
Un'indagine investigativa è risalita al nome di Schmitz in alcuni documenti aziendali di Hong Kong nei quali veniva utilizzato come nome di copertura "Kim Tim Jim Vestor", di passaporto finlandese e avente il ruolo di direttore di diverse aziende targate "Mega": tra queste Megaupload Ltd. e Megarotic Ltd. In seguito a queste indagini è stato denunciato per violazione del copyright come proprietario di Megaupload.

## Caso Song Megaupload
Nel dicembre 2011, la Megaworld di Schmitz (proprietario di Megaupload, Megavideo, Megalive e molto altro) ha pubblicato il suo "Song Megaupload" video musicale promozionale, al quale hanno prestato voce ed immagine Kanye West, will.i.am, Jamie Foxx, Sean "Diddy" Combs, Alicia Keys, Chris Brown e tanti altri, tutti favorevoli all'iniziativa.
La Universal Music Group (UMG) ha risposto utilizzando il DMCA (legge che punisce ogni accorgimento in grado di eludere i dispositivi tecnologici di protezione posti a difesa di informazioni coperte da copyright) per far rimuovere la clip da YouTube e da altri siti.
Schmitz ha accusato UMG di blocco illegittimo ed arbitrario poiché non proprietaria della canzone in questione; Megaupload ha così presentato una querela contro la UMG. La UMG ha risposto con un comunicato nel quale ha affermato che detiene uno speciale accordo con YouTube che le permette di oscurare i video nei quali sono presenti i suoi artisti, indipendentemente da chi è proprietario di tale video. Questa affermazione è stata poi confutata da YouTube che da allora ha ripristinato il video.

## Arresto del 2012 e chiusura di Megaupload e Megavideo
Il 19 gennaio 2012 Schmitz è stato arrestato ad Auckland in Nuova Zelanda insieme ad altre 6 persone. L'arresto è stato accompagnato dalla chiusura di 16 domini a lui afferenti: Megastuff.co, Megaworld.com, Megaclicks.co, Megastuff.info, Megaclicks.org, Megaworld.mobi, Megastuff.org, Megaclick.us, Mageclick.com, HDmegaporn.com, Megavideo.com, Megaupload.com, Megaupload.org, Megarotic.com, Megaclick.com.
L'operazione è stata condotta dalle autorità neozelandesi in collaborazione con l'FBI, il Dipartimento di Stato statunitense, le autorità giudiziarie e di polizia cinesi, olandesi e tedesche. L'accusa era di aver causato (con i contenuti ospitati sui summenzionati domini) danni per 500 milioni di dollari per mancati profitti ai legittimi detentori dei copyright. Per tali accuse Schmitz rischiava l'estradizione negli Stati Uniti e una pena massima di 50 anni di carcere.
In seguito l'Alta Corte della Nuova Zelanda dichiarò nulla la confisca dei beni subita dal fondatore di MegaUpload, definendo l'operazione del gennaio 2012 (che aveva fatto finire in manette Schmitz e i suoi collaboratori, con un sequestro di beni per oltre 200 milioni di dollari) prematura e viziata da un errore di procedura che avrebbe impedito agli interessati di difendersi in maniera adeguata. Fonti interne alla polizia neozelandese risposero che l'errore segnalato dall'Alta Corte era stato già rettificato.
Un mese dopo l'arresto, dietro pagamento di una cauzione, Schmitz ottenne di poter scontare la custodia cautelare a domicilio. Cinque mesi dopo annunciò tramite Twitter di stare lavorando al progetto di una piattaforma musicale denominata Megabox, da lui definita "rivoluzionaria", in quanto tramite essa gli artisti avrebbero potuto trattenere per sé il 90% dei ricavi delle canzoni, scavalcando le grandi etichette discografiche.

## Apertura dei siti Mega e Baboom
Il 19 gennaio 2013 Kim Dotcom ha aperto un nuovo sito denominato MEGA, definito come molto più sicuro rispetto agli altri siti da lui creati, in quanto ogni file contenuto viene criptato singolarmente e i server non sono concentrati in un'unica località, ma in vari stati.
Il dominio inizialmente scelto per il nuovo sito era Me.ga, registrato in Gabon, ma il Ministro delle Comunicazioni locale dichiarò che avrebbe contrastato l'uso dello stato africano come base per commettere violazione di copyright. Inoltre, tale dominio sarebbe stato rubato da un gruppo di hacker, meglio conosciuto come Omega che, intervistati da TorrentFreak, avrebbero definito Schmitz "un megalomane capace solo di inquinare il settore".
Il sito è stato pertanto registrato con dominio .co.nz, in Nuova Zelanda.
Nel gennaio 2014 l'imprenditore tedesco ha lanciato Baboom.com, una piattaforma di condivisione musicale basata sul concetto che gli artisti offrano la loro musica gratuitamente e i fan paghino solo se la apprezzano. Con Baboom, gli artisti otterrebbero circa il 90% dei ricavi generati dalle loro vendite, a differenza del 7,7% offerto dall'industria musicale per le vendite di MP3.
Nell'ottobre dello stesso anno, Baboom dichiara che Kim Dotcom non ha più alcun ruolo nella società.

## Discografia

### Album
- Good Times (2014)